# Jydekompagniet 3
Jydekompagniet 3 er en dansk komediefilm fra 1989.
Jydekompagniet 3 er en efterfølger til Jydekompagniet, i det der aldrig er produceret en 2'er. Begrundelsen for dette er at “2'ere altid bliver en fiasko!”. Film er skrevet og instrueret af Finn Henriksen.

## Medvirkende
- Finn Nørbygaard
- Jacob Haugaard
- Berrit Kvorning
- Benny Poulsen
- Paul Hüttel
- John Martinus
- Sune Otterstrøm
- Lillian Tillegreen
- Anders Ulbæk